# Problastomeryx
Problastomeryx — вимерлий рід парнопалих ссавців з родини кабаргових (Moschidae), що жили в міоцені в Північній Америці (Саскачеван, Айдахо, Небраска, Невада, Техас, Південна Дакота, Вайомінг). Відомі види: Problastomeryx primus.